# 北陸広域鉄道部
北陸広域鉄道部（ほくりくこういきてつどうぶ）は、西日本旅客鉄道株式会社（JR西日本）の鉄道部の一つ。2015年3月14日に北陸新幹線金沢駅～長野駅間が開業したことに伴い、富山地域鉄道部と糸魚川地域鉄道部を統合して誕生した。
あくまで従来の鉄道部のカテゴリ内で、その名称が「北陸広域」となっており、「広域鉄道部」というカテゴリが新設されたわけではないが実態としては地域鉄道部に近い。

## 歴史
- 1995年（平成7年）10月1日：鉄道部制度に伴い、糸魚川地域鉄道部が発足。糸魚川列車区が統合される
- 2009年（平成21年）6月1日：北陸地域鉄道部と高岡鉄道部とが統合され、富山地域鉄道部になる
- 2015年（平成27年）3月14日:北陸新幹線金沢～長野間開業に伴い、富山地域鉄道部と糸魚川地域鉄道部を同日廃止の後、統合して誕生。

## 概要
金沢支社が管轄している。統合時、糸魚川地域鉄道部には所属車両がなく、全車が富山地域鉄道部所属であった。これらの車両は統合後、金沢総合車両所富山支所に所属することになった。所属車両に付される略号は「金トヤ」「富」のまま変わっていない。

## 管轄路線
- 高山本線：猪谷駅 - 富山駅間（富山駅は新幹線部分が金沢支社直轄、在来線部分があいの風とやま鉄道の管轄）
- 城端線：全線（高岡駅はあいの風とやま鉄道の管轄、新高岡駅の新幹線部分は金沢支社直轄）
- 氷見線：全線（高岡駅はあいの風とやま鉄道の管轄）
- 大糸線：糸魚川駅 - 南小谷駅間（糸魚川駅は新幹線部分が金沢支社直轄、在来線部分がえちごトキめき鉄道の管轄。南小谷駅は東日本旅客鉄道長野支社の管轄）

## 組織
- 運輸科
  - （本区）
    - 高山線猪谷駅 - 富山駅間の運転・車掌業務を担当。また城端線・氷見線の車掌業務も担当（いずれも運転士が兼務）。

  - 高岡運転派出（旧・高岡鉄道部→富山地域鉄道部高岡運転派出）
    - 城端線・氷見線の運転業務を担当。

  - 糸魚川運転派出（旧・糸魚川地域鉄道部糸魚川運転センター）
    - 大糸線糸魚川駅 - 南小谷駅間の運転業務を担当。
- 施設科
  - （本区）
  - 高岡派出
  - 糸魚川管理室
- 電気科
  - （本区）
  - 高岡派出

## 車両基地
管内の車両基地は下記の通り。
- 金沢総合車両所富山支所
- 同・高岡運転派出
- 同・糸魚川運転派出

金沢総合車両所富山支所は、富山県富山市にある車両基地であり、北陸広域鉄道部の車両はここに所属する。2015年3月14日の北陸本線金沢以東の第三セクター移管によって発生した枝線で運用される車両検修のために設置された。仕業検査・交番検査が行われている。
車両配置は富山地域鉄道部から引き継いでおり、高山本線用車両が本支所を拠点に運用されている。下部組織として大糸線用車両が常駐する糸魚川運転派出と城端線・氷見線用車両が常駐する高岡運転派出が存在する。

## 車体に記される略号
配置車両に記される略号
旅客車は金沢支社の略号である「金」と、富山の電報略号である「トヤ」から構成された「金トヤ」で、機関車は「富」である。